# Giselda Leirner
 Giselda Leirner (* 1928 in São Paulo) ist eine brasilianische Zeichnerin, Malerin und Schriftstellerin.

## Leben
Leirner wurde als Tochter der Bildhauerin Felícia Leirner (1906–1996) und des Industriellen, Mäzen und Kunstsammlers Isai Leirner (1903–1962) in São Paulo geboren, ihr jüngerer Bruder war der Maler Nelson Leirner (1932–2020), mit dem sie auch gemeinsam ausstellte. In São Paulo war sie von 1942 bis 1945 Schülerin der Malerin Yolanda Mohalyi. 1946 bis 1948 besuchte sie Workshops und Kurse in der Art Students League of New York. Von 1964 bis 1965 studierte sie Grafik an der Parsons School of Design in New York City. In Paris besuchte sie 1968 den Soziologiekurs von Pierre Francastel und machte ihren Bachelorabschluss in Philosophie an der Universidade de São Paulo sowie einen Masterabschluss in Religionswissenschaften. 
1953 und 1955 nahm sie an der Biennale von São Paulo teil. Sie stellte ihre Werke in Einzel- und Gemeinschaftsausstellungen in Brasilien und im Ausland aus, sowie in den  Sammlungen des Kunstmuseums von São Paulo, des Museums von Jerusalem, des Kunstmuseums von São Paulo, des Kunstmuseums von Rio de Janeiro, des Kunstmuseums von São Paulo, der Pinacoteca do Estado de São Paulo, der Botschaft von São Paulo Brasilien in Washington. Sie war mit dem Ingenieur und Architekten Italo Eugenio Mauro verheiratet, ihre Tochter Sheila Leirner (* 1948) ist Journalistin, Schriftstellerin, Kuratorin und Kunstkritikerin. Sie schrieb vier Bücher, die sowohl in französischer als auch in portugiesischer Sprache verlegt wurden.

## Einzelausstellungen
- 1958: Galeria Ambiente, São Paulo
- 1959: Galeria de Arte das Folhas, São Paulo
- 1960: Piccola Galleria do Instituto Italiano di Cultura, Rio de Janeiro
- 1970: Galeria Documenta, São Paulo
- 1976: Museu Genaro Perez, Córdoba
- 1976: Museu de Arte de São Paulo Assis Chateaubriand, São Paulo
- 1977: Brazil-American Cultural Institute, Washington Petite Galerie, Rio de Janeiro
- 1978: Galeria Ruth Benzacar, Buenos Aires
- 1978: Galeria Arte Global, São Paulo
- 1987: Galeria Paulo Figueiredo, São Paulo
- 1994: Pinacoteca do Estado de São Paulo, São Paulo
- 1996: Museu de Arte Moderna do Rio de Janeiro
- 1996: Museu de Arte Moderna da Bahia
- 1996: Museu de Arte Moderna de São Paulo
- 1996: Ministério das Relações Exteriores, Palácio do Itamaraty

## Auszeichnungen
- 1948: Medalha de Bronze, Salão Paulista de Arte Moderna, São Paulo
- 1953: Medalha de Ouro de Desenho e Gravura, Salão da Casa do Povo do Bom Retiro, São Paulo
- 1977: Melhor Desenhista do Ano, Associação Paulista de Críticos de Arte, São Paulo

## Veröffentlichungen
Romane und Erzählungen
- A filha de Kafka. Massao Ohno, São Paulo 2000. (Digitalisat).
  - Französisch: La fille de Kafka. Nouvelles. J. Losfeld, Paris 2005, ISBN 2-07-078969-1. Aus dem Portugiesischen übersetzt von Monique Le Moing.
- Nas águas do mesmo rio. Ateliê Editorial, Cotia, SP 2005, ISBN 85-7480-311-1.
- O nono mês. Perspectiva, São Paulo 2008, ISBN 978-85-273-0830-4.
- Naufrágios. Contos. Editora 34, São Paulo 2010, ISBN 978-85-7326-464-7.
- Le neuvième mois. [ohne Angaben]. (Digitalisat, französisch).
- Auto retrato. Tempo e memória. [ohne Angaben]. (Digitalisat, portugiesisch).